# 桂林路街道
桂林路街道，是中华人民共和国甘肃省金昌市金川区下辖的一个乡镇级行政单位。

## 行政区划
桂林路街道下辖以下地区：
昌文里社区、宝林里社区和宝星里社区。